# 滕布羅克 (肯塔基州)
滕布羅克（英語：Ten Broeck）是一個位於美國肯塔基州傑佛遜縣的城市。

## 地方資料
根據2020年美國人口普查的數據，滕布羅克的面積為0.57平方千米，當中陸地面積為0.56平方千米，而水域面積為0.01平方千米。當地共有人口99人，而人口密度為每平方千米173.68人。